# Deborah Frei
Deborah Frei (* 1999) ist eine Schweizer Unihockeyspielerin, welche beim Nationalliga-A-Verein UHC Kloten-Dietlikon Jets unter Vertrag steht.